# Русудан (цариця Грузії)
Русуда́н (груз. რუსუდანი; бл. 1194–1245) — цариця Грузії (1223–1245). Дочка цариці Тамари й Давида Сослані. Правління Русудан ознаменувало завершення золотої доби грузинської історії. Русудан була надто слабкою, щоб зберегти незалежність і цілісність держави за умов монгольської загрози.

## Життєпис
Зійшла на престол 18 січня 1223 року після смерті свого брата Георгія IV, якого було важко поранено в битві з монголами.
На третьому році правління Русудан, восени 1225 року, до Грузії вторглись війська хорезмшаха Джелал ад-Діна Манкбурни, який втік із Хорезма від монголів. Грузинські війська під керівництвом Іоанна Мхаргрдзелі зазнали тяжкої поразки в битві при Гарні, після чого шлях на Тбілісі, Карс і Гянджу виявився для хорезмських військ відкритим. Вони взяли в облогу Тбілісі, а царський двір переїхав до Кутаїсі. 9 березня 1226 року Джалал ад-Дін узяв Тбілісі й цілковито розграбував місто. 1227 року Джалал ад-Дін знову взяв Тбілісі; хоч він і був змушений залишити місто після того, як Русудан уклала союз із Конійським султанатом, вся східна Грузія перебувала під його контролем до 1230 року.
1236 втретє і востаннє монголи вторглись до Закавказзя, й послаблена війнами з хорезмшахом Грузія не змогла чинити їм опір. До 1240 року вся країна була зайнята монголами, а Русудан перебувала в Кутаїсі. 1242 вона підписала з монголами мир, за яким визнала Грузію васалом хана та зобов'язалась сплачувати йому данину.

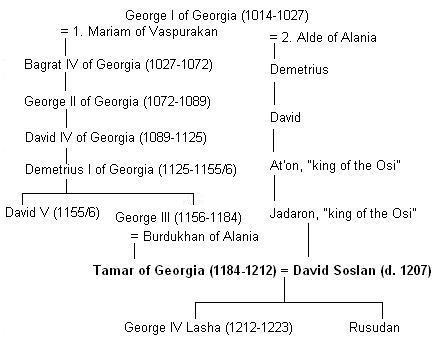
Генеалогія Русудан відповідно до Вахушті Багратіоні.

1224 року Русудан вийшла заміж за сельджуцького принца Мухаммада Мугіса уд-Діна Туркан Шаха (онука султана Килич-Арслана II), який прийняв християнство з ім'ям Дмитро. Її дочка Тамара стала дружиною сельджуцького султана Кей-Хосрова II, а після смерті останнього — Первана, візира й фактичного правителя султанату.
Після смерті Русудан об'єднана грузинська держава припинила своє існування. Її син Давид VI Нарін був відряджений до двору хана й повернувся до Грузії тільки після смерті Русудан. Францисканський чернець Плано Карпіні побачив його там наприкінці 1246 року. Монголи підтримували як його, так і іншого претендента на трон, незаконнонародженого сина Георгія IV, який згодом став відомим під іменем Давида VII Улу. В результаті держава після деякого періоду міжцарства (тривало до 1247 року) розкололась на дві — Західну та Східну Грузію.